# Alice Toen
Alice Toen (Hoboken, 25 juli 1924) is een Vlaams actrice. Ze is actief sinds de jaren 50, ook als dramaturge en auteur van jeugdtheater. Daarnaast is ze auteur van kinder- en jongerentheater. Alice Toen was een van de stichters van het Mechels Miniatuur Teater, waar ze directrice werd. Samen met Dries Wieme richtte ze de groep Jeugd en Teater op, die een belangrijke rol speelde in het jeugdtheater van de jaren zeventig.
Op haar 100e verjaardag kwam haar eerste plaat uit. De eerste single daaruit heet "Wat een weelde! (De eeuw van toen)".

## Televisie- en filmrollen
- Het meisje en de madonna (1958) - als Mia
- Het kruis van krijt (1959)
- Het huis van Bernarda Alba (1959)
- Bolero (1964)
- Kapitein Zeppos (1964-1965) - als Martha
- De eeuwige echtgenoot (1965)
- De theaterdirecteur (1965)
- Als het kindje binnenkomt (1966) - als Madeleine Lonant
- Warm aanbevolen (1966) - als Juliana
- De rozen van Henry Tanger (1968) - als moeder
- Princess (1969)
- Zomernachtsdroom (1970) - als buurvrouw
- De lamp (1971) - als Katrien
- Het levende lijk (1972) - als dienster bij de Protasovs
- Verbrande Brug (1975) - als moeder
- Pallieter (1976) - als tante
- Slisse & Cesar (1977) - als tante Julia
- De Paradijsvogels (1979) - als Philomène
- Hoe Bernard het trompetspelen verleerde (1980)
- Hellegat (1980) - als Lisette
- De Vlaschaard (1983) - als Tale
- Zaman (1983) - als volksvrouw
- Na de liefde (1983) - als moeder
- Springen (1986) - als dame
- L'heure Simenon (1988) - als tante Wil
- Parallax (1988)
- Boerenpsalm (1989) - als vroedvrouw
- Alfa Papa Tango (1990) - als bejaarde dame
- Postbus X (1990) - als weduwe Lust
- De gouden jaren (1992)
- De kotmadam (1992) - als klante in de snoepwinkel
- Commissaris Roos (1992) - als Fientje
- Postbus X (1993) - als Liza
- Buiten De Zone (1994)
- Wittekerke (1995) - als mevrouw Weemaes alias Rutten
- Interflix (1995) - als dame
- Ons geluk (1996) - als Ruth Dens
- Buiten De Zone (1996) - als eenzame oude dame
- Alles moet weg (1996) - als Elza De Moor
- J'ai eu dur! (1996) - als mamy Corremans
- Oesje! (1997) - als dorpbewoonster
- Pièces d'identités (1998) - als Marieke
- Selina (1998) - als Selina
- Flikken (1999) - als oude vrouw
- Recht op Recht (2000) - als mevrouw Van Inn
- Spoed (2000) - als Esther
- De Makelaar (2001) - als mevrouw De Meyer
- Familie (2001-2008, 2010) - als Albertine Solie
- Spoed (2001) - als Mientje Wuytack
- Droge voeding, kassa 4 (2001-2003) - als Angèle Lamarmite
- Meisje (2002) - als moeder van Laura
- Sedes & Belli (2002) - als madame Debaisseux
- F.C. De Kampioenen (2003) - als 'Maman' de Praetere
- Witse (2004-2006, 2010) - als Annie Rietsma
- Spoed (2004) - als Amelie Eeckhout
- Thuis (2004) - als mevrouw Mertens
- Zone Stad (2005) - als overvallen bejaarde dame
- Urbain (2005) - als Yvonne
- Miss Montigny (2005) - als Marhilda
- Belhorizon (2005) - als oude vrouw
- Lili en Marleen (2006) - als Jeanne
- Spring (2007) - als gegijzelde klant
- Jes (2009) - als Joseanne Peeters
- 2 Straten verder (2009)
- Super8 (2009) - als verward oud vrouwtje
- Thuis (2010-2012) - als Madeleine Vercauteren
- Zone Stad (2010) - als bejaarde vrouw
- MONSTER! (2010) - als Jenny
- Hotel 13 (2012-2013) - als mevrouw (Amalia) Hennings/Tante van Richard Leopold
- Quiz Me Quick (2012) - als Simonne
- Hallo K3! (2012) - als mevrouw Verbruggen
- Binnenstebuiten (2013) - als Francine Declerck
- Voor wat hoort wat (2015) - als Paula
- Amigo's (2015) - als Dora Goedertier
- It's Showtime (2017)
- H4Z4RD (2022) - als moemoe
- De Kotmadam (2023-2024) - als moeder van Jeanne
- The Phoebus Files (2023) - als Emma
- Dood Spoor (2025) - als bioscoopbezoeker

## Theaterrollen
- Angele in Drie Zusters ('t Arsenaal)